# Norwidpol
Norwidpol – dawny majątek. Tereny, na których był położony, od 1939 należą do Białorusi; obwód witebski, rejon dokszycki, sielsowiet Tumiłowicze.

## Historia
W czasach zaborów w granicach Imperium Rosyjskiego.
W dwudziestoleciu międzywojennym folwark, a następnie majątek leżał w Polsce, w województwie wileńskim, w powiecie dziśnieńskim, w gminie Dokszyce.
Według Powszechnego Spisu Ludności z 1921 roku zamieszkiwało tu 55 osób, 51 było wyznania rzymskokatolickiego a 4 prawosławnego. Jednocześnie 23 mieszkańców zadeklarowało polską przynależność narodową, 32 białoruską a 1 inną. Było tu 6 budynków mieszkalnych. W 1931 w 4 domach zamieszkiwało 50 osób.
Miejscowość należała do parafii rzymskokatolickiej w Dokszycach i prawosławnej w Tumiłowiczach. Podlegała pod Sąd Grodzki w Dokszycach i Okręgowy w Wilnie; właściwy urząd pocztowy mieścił się w Dokszycach.

### Urodził się tu
- Witold Eugeniusz Orłowski – polski lekarz internista[4].
- Zenon Orłowski – polski lekarz, balneolog, profesor chorób wewnętrznych[5][6]